# Kings Ripton
Kings Ripton est un village et une paroisse civile du Cambridgeshire, en Angleterre. Il est situé dans l'ouest du comté, à 5 km de la ville de Huntingdon et à une trentaine de kilomètres au nord-ouest de Cambridge. Administrativement, il relève du district du Huntingdonshire. Au recensement de 2011, il comptait 222 habitants.

## Histoire
Rattachée à la paroisse de Hartford à l'époque de la compilation du Domesday Book, cette localité devient une propriété de la couronne anglaise en 1276. Le nom de « Kings Ripton » fait référence à son appartenance au roi. Il permet de le distinguer du village voisin d'Abbots Ripton, qui appartient à l'abbaye de Ramsey.

## Démographie
| Année      | 1911 | 1921 | 1931 | 1951 | 1961 | 1971 | 1981 | 1991 | 2001 | 2011 |
| ---------- | ---- | ---- | ---- | ---- | ---- | ---- | ---- | ---- | ---- | ---- |
| Population | 112  | 122  | 117  | 127  | 129  | 127  | 139  | 148  | 168  | 222  |